# 中央戏剧学院
中央戏剧学院，简称中戏，是中华人民共和国戏剧艺术教育的最高学府。1950年4月2日正式成立，校名由中国共产党中央委员会主席毛泽东题写。前身是延安鲁迅艺术学院戏剧系、华北大学文艺学院、南京国立戏剧专科学校。校址位于北京市东城区东棉花胡同39号，此外还在昌平区设有校区。不少知名藝人都是該校的畢業生。该校和北京電影學院、上海戲劇學院并列中国大陆三大知名培养影视戏剧艺術人才的高等院校。

## 概要

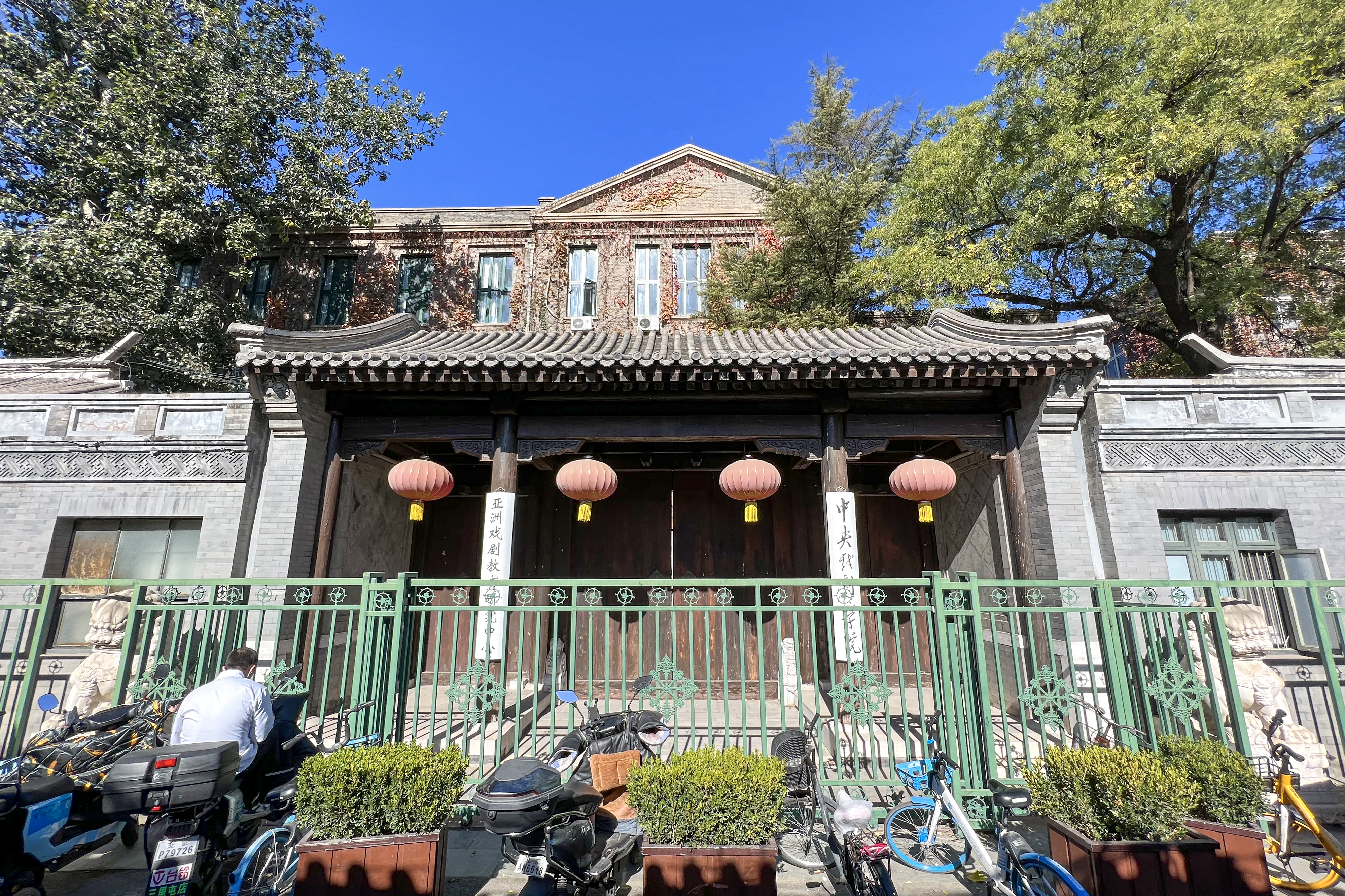
中央戏剧学院东城校区

中央戏剧学院是中央部属高校，為教育部直属艺术院校，是中国戏剧艺术教育的最高学府，亦是世界著名的艺术院校及中国戏剧、影视艺术教学与科研的中心和亚洲戏剧教育研究中心（ATEC），目前是从事戏剧影视艺术训练和实践的重要基地。
学院培养了近万名毕业生，其中有多人多次荣获文华奖，“五个一工程”奖，戏剧梅花奖，振兴话剧奖，电视金鹰奖、飞天奖、白玉蘭獎，电影金鸡奖、百花奖、華表獎、金马奖以及国际电影大奖如金熊奖、金狮奖、奥斯卡奖提名等，取得了令人瞩目的成就。
中央戏剧学院现设有戏剧文学系、舞台美术系、导演系、表演系、电影电视系、艺术管理系等。
1996年，学院招收首个文化艺术事业管理专业班，该班隶属戏剧文学系。该专业是艺术管理系的前身。主要培养戏剧制作人及舞台管理类人员。该班首批学生15人，为徐晨、关渤等。
2017年9月21日，中华人民共和国教育部公布了第一轮世界一流大学和一流学科建设高校及建设学科名单，其中中央戏剧学院的戏剧与影视学成功入选。2022年2月11日，教育部公布了第二轮双一流名单，中央戏剧学院的戏剧与影视学再次入选。

## 历史沿革

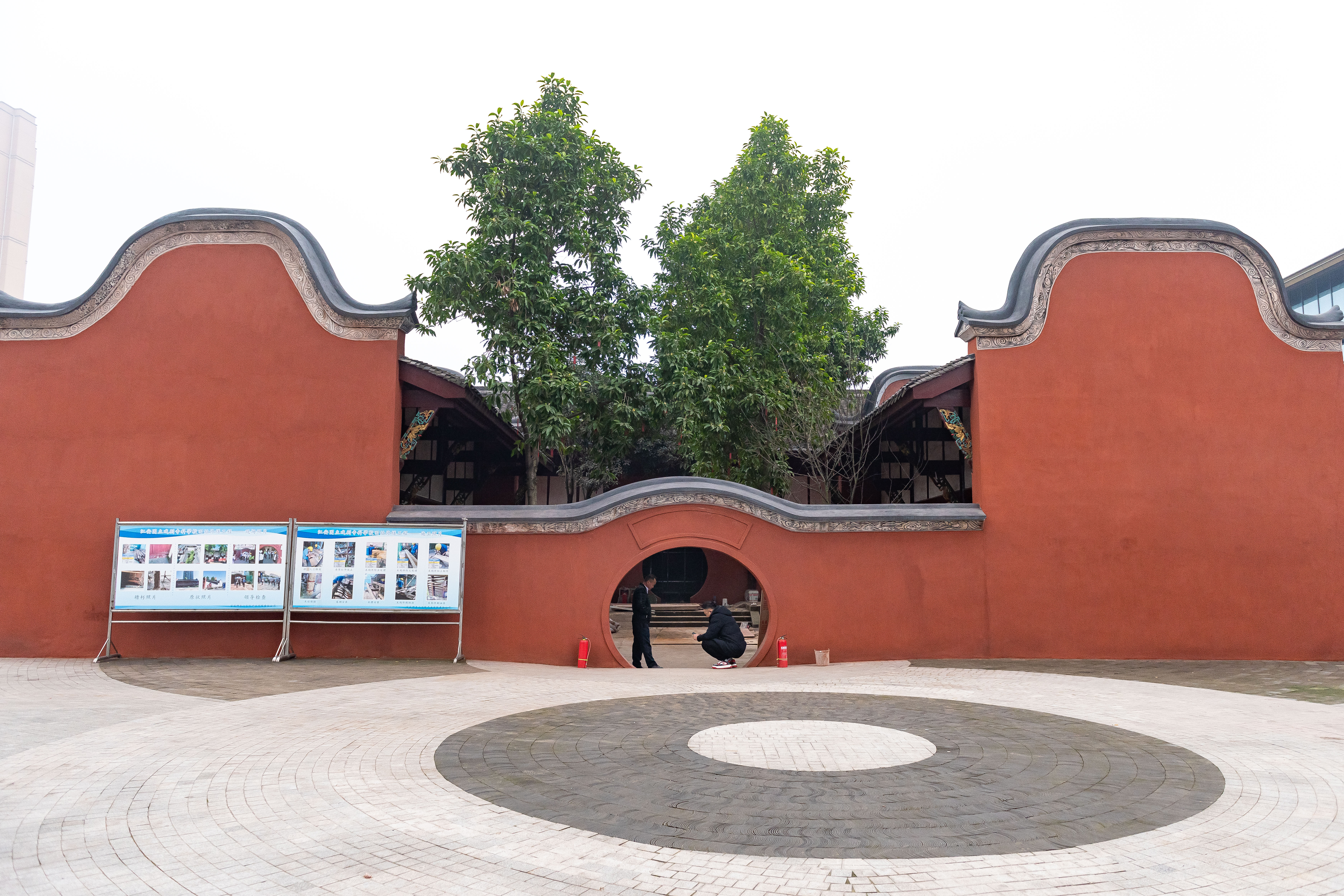
位于宜宾市江安县的国立戏剧专科学校旧址，国立剧专1939年至1945年在此办学

- 1935年10月18日，国民党中央宣传部在南京成立国立戏剧专科学校，校长余上沅。
- 1938年4月10日，中共在延安成立鲁迅艺术学院。
- 1948年，华北联合大学和北方大学合并成立华北大学。
- 1950年4月2日，国立戏剧专科学校、延安鲁迅艺术学院（部分，戏剧系）、华北大学文艺学院，合组中央戏剧学院。校长欧阳予倩
- 1973年，参与合组中央五七艺术大学。

- 1977年，中央五七艺术大学（原中央戏剧学院部分）再次分出，复校中央戏剧学院。

## 专业
- 播音系
- 表演系
- 导演系
- 舞台美术系
- 戏剧文学系
- 音乐剧系
- 京剧系
- 歌剧系
- 舞剧系
- 戏剧教育系
- 戏剧管理系
- 电影电视系
- 继续教育中心

## 历任院长
- 欧阳予倩（1950—1962年）
- 金山（1979—1982年）
- 徐晓钟（1983—1999年）
- 王永德（1999—2003年）
- 徐翔（2003—2018）
- 郝戎（2018—至今）

## 外部連結
- 中央戲劇學院網站（页面存档备份，存于）